# Placa restritora

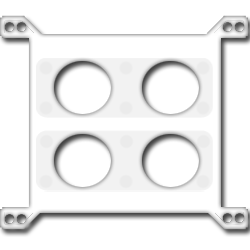
Placa restritora usada na NASCAR

Placa Restritora é uma placa quadrada de alumínio com 4 buracos que é colocada entre o carburador e a entrada de ar de um motor. Seu uso restringe a entrada de ar e combustível no motor dimunindo sua potência e consequentemente sua velocidade.
Ela é utilizada desde o ano de 1988 na NASCAR após Bobby Allison bater seu carro a quase 340 km/h, elas são usadas nos chamados SuperSpeedways (Daytona e Talladega) diminuindo a velocidade dos carros para 310 km/h. Sem o uso dessas placas os carros atualmente poderiam ultrapassar a velocidade de 360 km/h provocando grandes acidentes compromentendo a segurança dos pilotos e do público.